# 爭取民主黨
爭取民主黨（西班牙語：Partido por la Democracia，缩写为PPD）是智利的一个中间偏左政黨。該黨現在是智利執政聯盟「新多數派」的一員。該黨成立於1987年，現有8.4萬名黨員，位列智利第三名。2000年到2006年期間，該黨領袖卡多·拉戈斯曾任總統。该党現任主席是海梅·金塔纳。

## 政治主張
其主張與智利社會黨相似，不過卻更加偏向自由主義。對內，該黨主張憲法改革，以徹底去除過去軍政府所建立的法制體系。對外則主張在國際主義、人道主義、和平主義及拉丁美洲一体化原則下與各國建立關係。

## 與中華人民共和國的關係
1998年4月，智利社會黨和爭取民主黨的領袖卡多·拉戈斯曾率代表團訪問中華人民共和國。